# 夏晉
夏晉（1610年—1677年），字志翰，号椒园，福建福清人，清朝政治人物、進士出身。

## 生平
康熙九年（1670年）中庚戌科三甲第一百二十六名進士。一年后归乡。康熙十三年，耿精忠叛变，勒令在官籍者出来任职，夏晉逃往远方，耿到处搜捕不得，就捉拿其家属，晋坚决不屈服。耿精忠乱平，朝廷下诏任用不受伪职的人，晋得以提拔选用。康熙十六年，授诸城县知县，未赴任，卒于京城。